# Busseron Township
Busseron Township ist eine Township in Knox County, Indiana. Laut einer Bevölkerungszählung im Jahre 2010, leben 1393 Menschen in 618 Haushalten.

## Geschichte
Busseron Township wurde um 1810 während der Amerikanischen Revolution durch französische Einwohner gegründet. Es wurde nach dem französischen Einwohner François Riday Busseron benannt.

## Geographie
Laut einer Erhebung aus dem Jahr 2010 besitzt die Township eine Fläche von 136 km². Davon sind 134,2 km² (also 98,35 %) Land und 2,2 km² (also 1,63 %) mit Wasser bedeckt.

## Nachweise
1. ↑  Population, Housing Units, Area, and Density: 2010 - County -- County Subdivision and Place -- 2010 Census Summary File 1
2. ↑  History of Knox and Daviess County, Indiana: From the Earliest Time to the Present